# Mark Spivakovsky
Mark Spivakovsky (* 7. September 1960 in Moskau) ist ein russischstämmiger Mathematiker, der in den USA, Kanada und Frankreich wirkt.
Spivakovsky studierte an der Harvard University mit dem Bachelor-Abschluss 1981 und wurde dort 1985 bei Heisuke Hironaka promoviert (Sandwiched Surface Singularities and the Nash Resolution for Surfaces).  Er lehrte in Harvard und Toronto und ist Professor an der Universität Toulouse und forscht für das CNRS.
Er befasst sich mit algebraischer Geometrie und kommutativer Algebra und speziell Singularitätentheorie und Auflösung von Singularitäten. In seiner Dissertation führte er Sandwich Singularitäten ein (Flächen über {\displaystyle \mathbb {C} }) und zeigte deren Auflösbarkeit durch normalisierte Nash-Transformationen.
1994 erhielt er den  Coxeter-James-Preis.

## Schriften
- A solution of Hironaka's polyhedra game, in: M. Artin, J. Tate, Arithmetic and geometry (Shafarevich volume), Band 2, Birkhäuser 1983, S. 419–432
- A counterexample of Hironaka's hard polyhedra game, Pub. RIMS, Kyoto University, Band 18, 1983, S. 1009–1012
- A counterexample to the theorem of Beppo Levi in three dimensions, Inv.Math., Band 96, 1989, S. 181–183
- Valuations in function fields on surfaces, American J. Math., Band 112, 1990, S. 107–156
- Sandwiched Singularities and Desingularization of Surfaces by Normalized Nash Transformations, Annals of Mathematics, Band 131, 1990, S. 411–491
- mit Josnei Novacoski: Reduction of Local Uniformization to the rank one case, Arxiv 2012